# Pierre-Narcisse Guérin

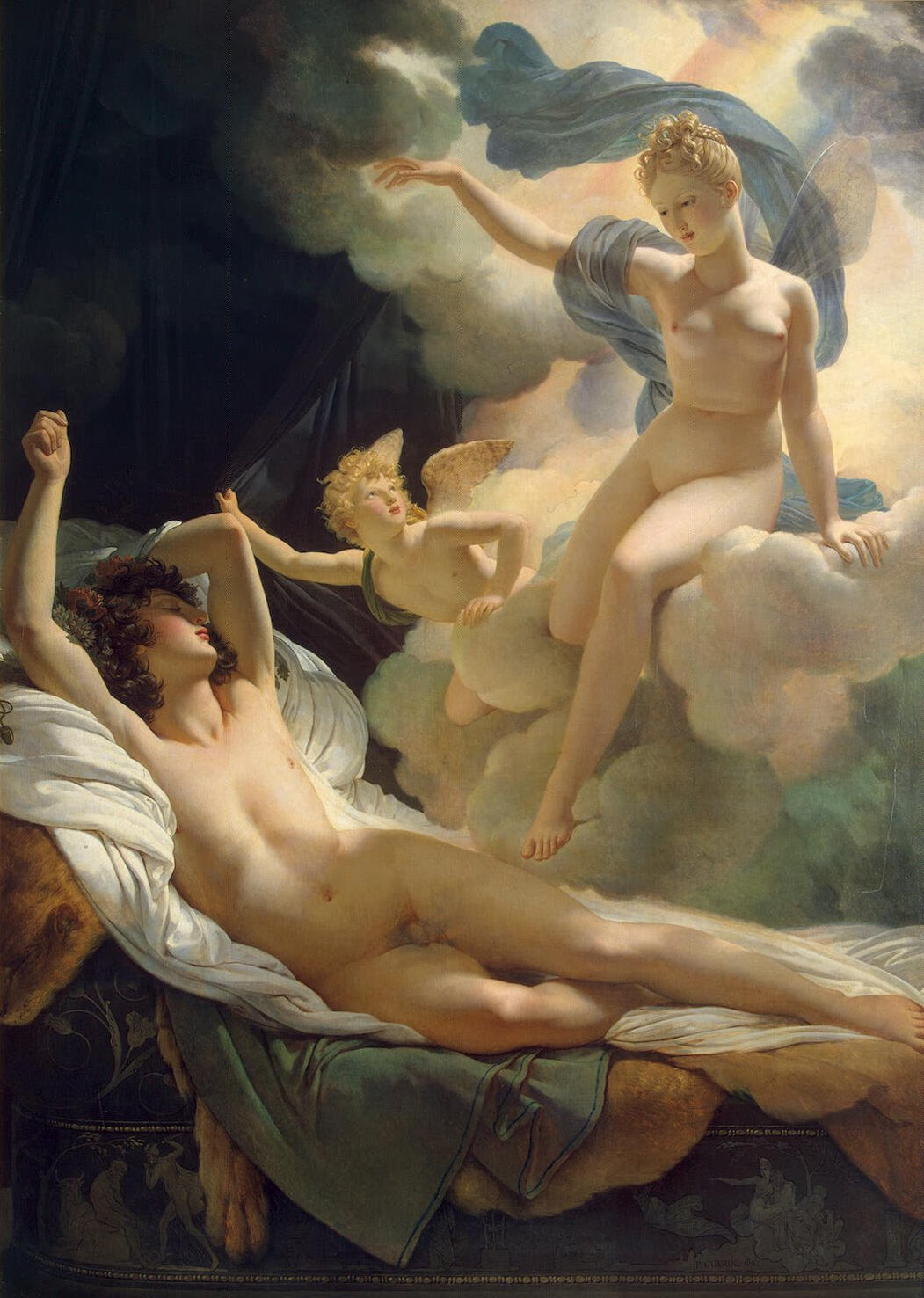
Morfeusz i Iris, 1811, Ermitaż

Pierre-Narcisse Guérin (ur. 3 maja 1774 w Paryżu, zm. 6 lipca 1833 w Rzymie) – francuski malarz i grafik, reprezentant neoklasycyzmu. 
Studiował pod kierunkiem Jeana Regnaulta, po zdobyciu Prix de Rome w 1797 wyjechał na dwa lata do Rzymu. W 1815 został wykładowcą w École des Beaux-Arts w Paryżu, a w latach 1823-1828 był dyrektorem Francuskiej Akademii w Rzymie. Malował kompozycje o tematyce współczesnej i antycznej, jego prace odznaczają się patosem i teatralnym upozowaniem.

## Wybrane prace
- Powrót Marka Sekstusa, 1799,
- Andromacha i Pyrrus, 1810,
- Morfeusz i Iris, 1811,
- Eneasz i Dydona,
- Śmierć Agamemnona, 1817,
- Bonaparte ułaskawia powstańców w Kairze, 1808.